# Alf Landon
Alfred Mossman Landon, detto Alf (West Middlesex, 9 settembre 1887 – Topeka, 12 ottobre 1987) è stato un politico statunitense, membro del Partito Repubblicano.

## Biografia
È stato il candidato del suo partito alle elezioni presidenziali del 1936 ma fu sconfitto da Franklin Delano Roosevelt.
Sua figlia Nancy ha intrapreso la carriera politica ed è stata senatrice per diciannove anni.